# Renata Maranhão
Renata Maranhão (São Paulo, 29 de março de 1974) é uma jornalista brasileira.

## Biografia
Aos quinze anos começou sua carreira, atravessando o mundo inteiro. Em sua trajetória pôde morar no Japão, China, Taiwan, Hong Kong, Coreia do Sul e ainda estudar nos Estados Unidos no Dominican College of San Rafael. Trabalhou na Argentina, Antilhas Holandesas e conheceu diversas partes do mundo, como o Taiti, o Havaí, a ilha de Páscoa, entre outros. Como modelo, chegou a aparecer em encartes de diversas lojas e em mais de 350 anúncios publicitários para tv.
Renata apresentou os programas A Magazine da Audi, transmitido pelas extintas Rede Manchete e The Superstation, Chat Show do site Terra (entrevistando personalidades da música brasileira como Maurício Manieri e Supla, por exemplo), Lokau.com e MTV. Estava entre os 5 brasileiros escolhidos (entre 1.500) para ir à Miami para ser a apresentadora da AXN na América Latina.
Porém, foi no jornalismo da RedeTV! que se tornou conhecida. Após breve passagem na emissora em 1999, retornou à casa em setembro de 2003 assumindo a apresentação da parte factual do TV Esporte Notícias, jornal que dividia com o apresentador esportivo Fernando Vanucci. 
Em janeiro de 2004, começou a apresentar paralelamente o Leitura Dinâmica e em junho de 2004, assumiu definitivamente o jornal noturno, que apresentou até 2012, quando assumiu o comando do Good News, até 2013, quando foi desligada da emissora.
Ministra palestras sobre jornalismo em faculdades como Objetivo e FIAM.
Foi docente no Curso de Locução e Noticiarista para TV no SENAC. O curso dá direito ao DRT
Foi colunista da revista da Avianca por 6 anos e Brasil Travel News com distribuição Brasil, Portugal e Espanha.
Em 2008 apresentou uma parte do Teleton no SBT, ao lado de Fabiano Augusto.
No dia 3 de julho de 2013, foi anunciado que não faria mais parte da RedeTV!.

## Prêmios e homenagens
- Em 2007 Renata ganhou o prêmio Super Cap de Ouro na categoria de melhor apresentadora de telejornais e o Troféu Dia da Imprensa de melhor telejornal, pelo Leitura Dinâmica.
- Ainda em agosto de 2007, foi agraciada pela Federação das Academias de Letras e Artes do Estado de São Paulo (FALASP) com a Medalha do Mérito Humanístico Anita Garibaldi ao lado de brilhantes profissionais das mais diversas áreas, entre eles, o cosmonauta Pavel Vinogradov e os astronautas Jeffrey M. Williams e Marcos Pontes.
- Em setembro de 2007 Renata Maranhão foi homenageada novamente. Desta vez recebeu o Prêmio Personalidade 2007, na Assembleia Legislativa do Estado de São Paulo.
- Em junho de 2008 a jornalista foi lembrada como símbolo de credibilidade no Dia Internacional Comunicação e recebeu o Prêmio Comunicação e Destaque, com o apoio cultural da Associação Paulista de Imprensa, a API.
- Em novembro de 2009 foi homenageada com o Prêmio Mãos e Mentes que Brilham por sua contribuição artística e cultural à sociedade.